# Culprits
Culprits är en brittisk thriller- och dramaserie från 2023. Första säsong, bestående av nio avsnitt, hade premiär den 8 november 2023 på strömningstjänsten Disney+. Serien är regisserad av J Blakeson och Claire Oakley. Blakeson är också en av seriens manusförfattare.

## Handling
Serien kretsar kring en grupp personer som efter att lyckats genomföra en framgångsrik kupp blir decimerade en efter en av en mördare.

## Rollista (i urval)
- Nathan Stewart-Jarrett – Joe
- Gemma Arterton – Dianne
- Eddie Izzard
- Kirby Howell-Baptiste
- Niamh Algar
- Kamel El Basha
- Tara Abboud
- Ned Dennehy
- Kevin Vidal
- Baeyen Hoffman